# Leioproctus callurus
Leioproctus callurus är en biart som först beskrevs av Cockerell 1914.  Leioproctus callurus ingår i släktet Leioproctus och familjen korttungebin. Inga underarter finns listade i Catalogue of Life.

## Bildgalleri

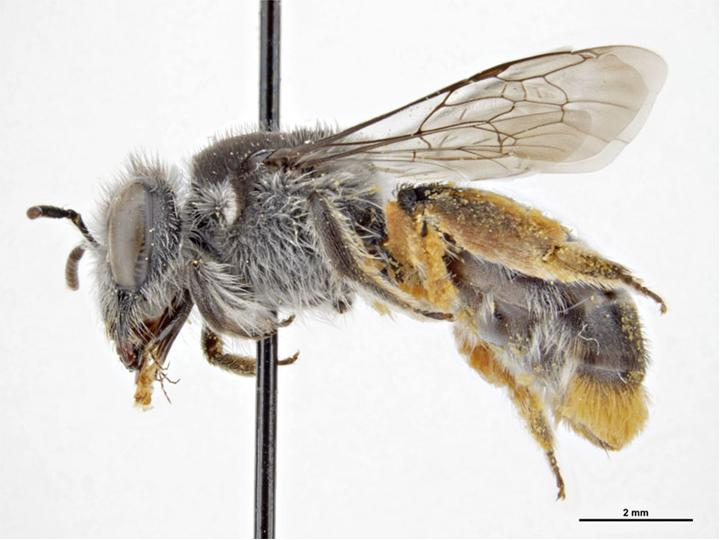
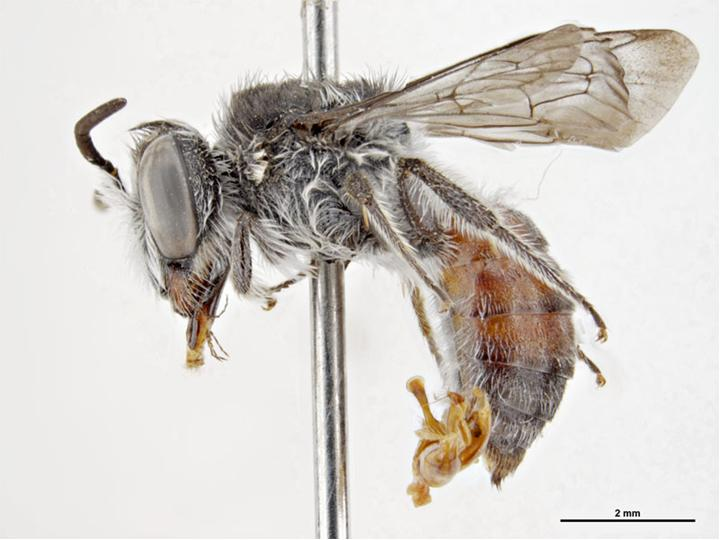